# 310 г. пр.н.е.
310 (триста и десета) година преди новата ера (пр.н.е.) е година от доюлианския (Помпилийски) римски календар.

## Събития

### В Гърция
- Касандър оркестрира убийството на Александър IV Македонски и майка му Роксана, които дотогава са поверени на неговите грижи.[1] Това слага край на династията на Аргеадите.

### В Азия
- Менелай, който е брат на Птолемей, е направен стратег на остров Кипър, който е анексиран от Птолемей.[2]
- Настъпва разрив в отношенията между Птолемей и Антигон.[2]

### В Сицилия
- Август – тиранът на Сиракуза Агатокъл дебаркира при нос Бон с армия от 13 500 войници, предимно наемници, за да пренесе войната си срещу Картаген в Африка и достига до стените на града.[3]

### В Римската република
- Консули са Квинт Фабий Максим Рулиан и Гай Марций Рутил Цензорин.
- Консулът Фабий отива с подкрепления край Сутриум, където отблъсква втората етруска атака на града.[4]
- Отсечени са първите римски сребърни монети.[5][notes 1]

## Родени
- Аристарх Самоски, древногръцки астроном и математик (умрял 230 г. пр.н.е.)

## Починали
- Александър IV Македонски, единственият легитимен син на Александър Македонски и наследник на неговото царство (роден 323 г. пр.н.е.)
- Роксана, азиатска принцеса и първата съпруга на Александър Македонски (роден 345 г. пр.н.е.)
- Никанор, македонски офицер и сатрап